# Stephen Breyer
Stephen Breyer (San Francisco, 1938. augusztus 15. –) amerikai jogász, az Amerikai Egyesült Államok Legfelsőbb Bíróságának bírája, 1994 és 2022 között.

## Pályafutása
Breyert Bill Clinton elnök nevezte ki a Legfelsőbb Bíróság bírájának, és a szenátusi jóváhagyás után 1994. augusztus 3-án foglalta el posztját.